# Liste der Baudenkmäler in Stadtprozelten
Auf dieser Seite sind die Baudenkmäler in der unterfränkischen Stadt Stadtprozelten zusammengestellt. Diese Tabelle ist eine Teilliste der Liste der Baudenkmäler in Bayern. Grundlage ist die Bayerische Denkmalliste, die auf Basis des Bayerischen Denkmalschutzgesetzes vom 1. Oktober 1973 erstmals erstellt wurde und seither durch das Bayerische Landesamt für Denkmalpflege geführt wird. Die folgenden Angaben ersetzen nicht die rechtsverbindliche Auskunft der Denkmalschutzbehörde.
 Diese Liste gibt den Fortschreibungsstand vom 16. April 2020 wieder und enthält 34 Baudenkmäler.
In dieser Kartenansicht sind Baudenkmäler ohne Koordinaten mit einem roten bzw. orangen Marker dargestellt und können in der Karte gesetzt werden. Baudenkmäler ohne Bild sind mit einem blauen bzw. roten Marker gekennzeichnet, Baudenkmäler mit Bild mit einem grünen bzw. orangen Marker.

## Ensembles

### Ensemble Altstadt Stadtprozelten

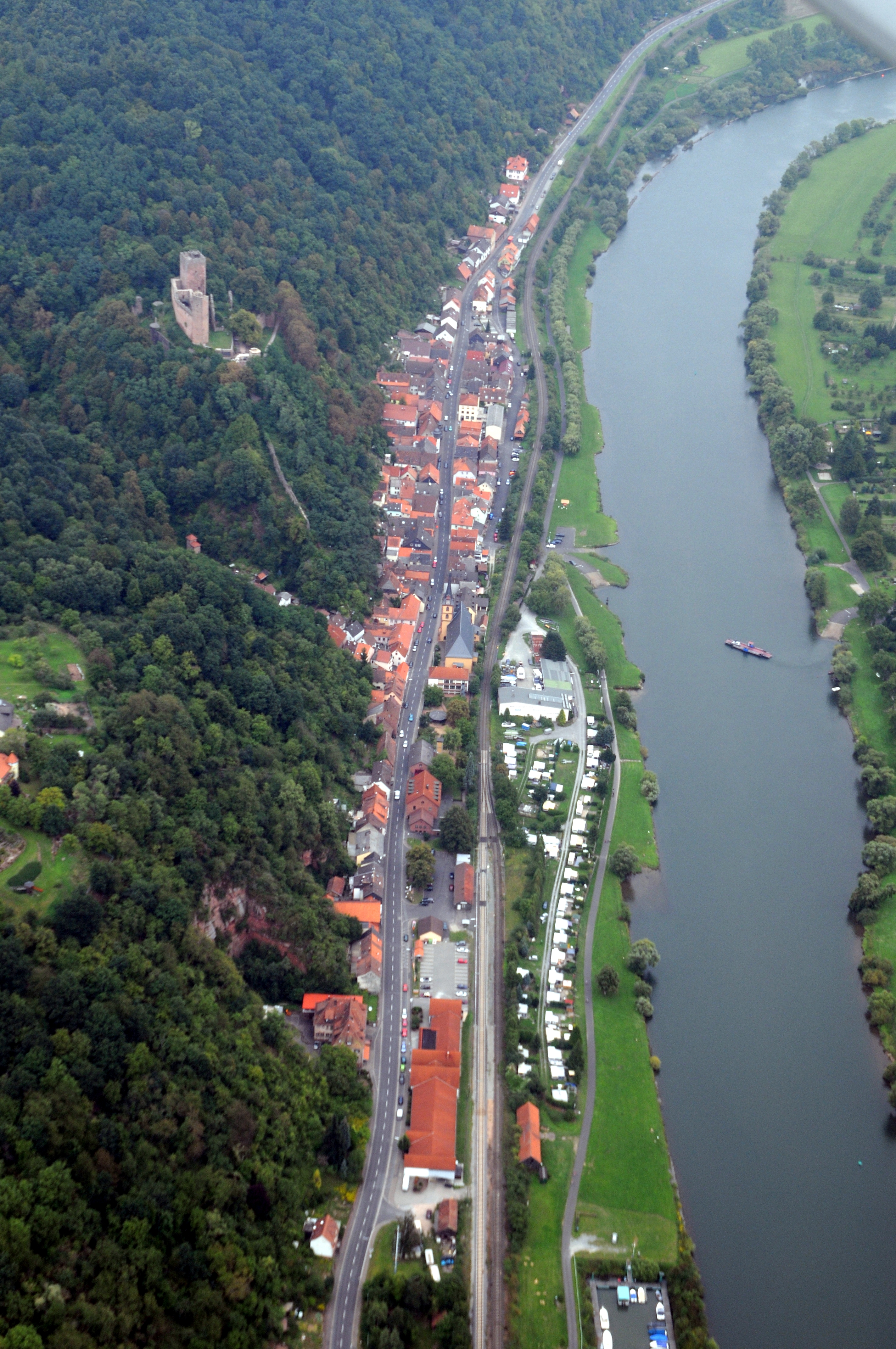
Luftbild von Stadtprozelten mit der Henneburg

Das Ensemble umfasst die Altstadt von Stadtprozelten mit der Henneburg. Die kleine Stadt, 1292 zuerst als solche genannt, entstand unter dem Schutz der Henneburg auf schmalem Uferstreifen am Main. Die ausgedehnte mittelalterliche Höhenburg, seit dem 17. Jahrhundert Ruine, ist durch die über den Steilhang talwärts führenden Schenkelmauern mit der Stadt verbunden, die ihrerseits zum Main hin durch eine Mauer geschützt war. Schlossberg und Stadt bildeten somit eine befestigte Einheit, die noch anschaulich ist und sich mit der Ausdehnung des Ensembles deckt. – Die städtische Siedlung entwickelte sich fast ausschließlich entlang der Haupt- und Durchgangsstraße zwischen den ehemaligen Toren. Sie stand mit der Burg seit 1317 unter der Herrschaft des Deutschen Ordens, seit 1484 unter der des Erzstifts Mainz. – Über schmalen Grundstücken erheben sich in der Hauptstraße in geschlossener Bauweise die Wohnhäuser der ehemaligen Handwerker, Mainschiffer und Weinbauern, meist zweigeschossige Fachwerkgiebelhäuser des 16. bis frühen 19. Jahrhunderts, am nordöstlichen Ende vorwiegend dreigeschossige Traufseitbauten des früheren 19. Jahrhunderts. Das Rathaus, ein Renaissancebau, der in die nordwestliche Straßenflucht eingefügt ist, zeichnet sich durch Ecktürme besonders aus; in der Nähe, am Platz der jetzigen Sparkasse, befand sich das ehemalige Amtsgericht und bis zum Abbruch 1803 auch die alte Pfarrkirche. Schon im 18. Jahrhundert verlagerte sich das kirchliche Zentrum aus der Mitte der Stadt an das südwestliche Ende der Hauptstraße zum Spitalkomplex, einer Stiftung von 1319; die spätgotische Spitalkirche wurde Pfarrkirche. – Zum Ensemble gehört auch die Berggasse, ein locker und unregelmäßig mit Kleinhäusern und von der Hauptstraße heraufragenden Hinterhäusern bebauter Steig am Schlossberghang. Umgrenzung: Hauptstraße 4, 12, Westliche Schenkelmauer der Burganlage am Schloßberg, Ruine Henneburg (gesamte Anlage), Nördliche Schenkelmauer, Hauptstraße 86, 89, Mittlerer Weg. Aktennummer: E-6-76-158-1.

## Stadtmauer
Erhalten sind Reste von unverputztem Sandsteinmauerwerk mit Gerüstlöchern und spitzbogigen Toröffnungen entlang der südlichen und nördlichen Schenkelmauern zwischen Burg und Hauptstraße, gerundete Nordostecke beim ehemaligen Obertor und einzelne Teilstücke entlang der ehemaligen mainseitigen Mauer zumeist in Häusern oder Gartenstützmauern verbaut, ein Teilstück mit Konsolsteinmauerung für den Wehrgang und vermutlich ein Bogenansatz vom ehemaligen Mitteltor erhalten, spätmittelalterlich. Aktennummer: D-6-76-158-1.

| Lage                            | Objekt               | Beschreibung                    | Akten-Nr.    | Bild |
| ------------------------------- | -------------------- | ------------------------------- | ------------ | ---- |
| Hauptstraße 162, 168 (Standort) | Rest der Stadtmauer  | spätmittelalterlich             | D-6-76-158-1 | BW   |
| Hauptstraße 124 (Standort)      | Reste der Stadtmauer | Bruchstein, spätmittelalterlich | D-6-76-158-1 | BW   |

## Baudenkmäler nach Gemeindeteilen

### Stadtprozelten
| Lage                            | Objekt                                                 | Beschreibung | Akten-Nr.     | Bild              |
| ------------------------------- | ------------------------------------------------------ | --- | ------------- | ----------------- |
| Bergweg 1, 3 (Standort)         | Bürgerhaus                                             | zurückliegender viereinhalbgeschossiger Satteldachbau mit zwei Zierfachwerkobergeschossen, massiver unverputzter Unterbau am Hang mit Sandsteinrahmungen, Renaissance, 16./17. Jahrhundert | D-6-76-158-3  | BW                |
| Bergweg 12, 13 (Standort)       | Wohnhaus                                               | zurückliegender dreieinhalbgeschossiger Satteldachbau mit zwei Fachwerkobergeschossen, massiver verputzter Unterbau am Hang, 18. Jahrhundert | D-6-76-158-4  | BW                |
| Burgweg 3 (Standort)            | Ehemaliges Gefängnis                                   | dreigeschossiger im Hang stehender Sandsteinquaderbau mit Treppengiebeln, um 1860 | D-6-76-158-60 | BW                |
| Hauptstraße 72 (Standort)       | Pfarrkirche Mariä Himmelfahrt (Ehemalige Spitalkirche) | seit dem 18. Jahrhundert Katholische Pfarrkirche Mariä Himmelfahrt, Saalkirche mit eingezogenem 5/8-Chor und verschiefertem Walmdach, Putzfassade mit spitzbogigen Maßwerkfenstern, gotisch, 2. Hälfte 14. Jahrhundert, Veränderunge am Langhaus, nachgotisch, 17. Jahrhundert, 1936 abermals verändert, seitlicher Chorturm über quadratischem Grundriss mit steilem von vier Renaissance-Zwerchgiebeln umgebenen Spitzhelm, im Kern gotisch, 1628 erhöht; mit Ausstattung; Bildstock, abgefaster Pfeiler mit Reliefaufsatz 'Kreuzigungsgruppe', Rückseite 'Pietà', Sandstein, 17. Jahrhundert | D-6-76-158-32 | BW                |
| Hauptstraße 82, 84 (Standort)   | Wohn-, Handwerker- und Geschäftshaus                   | Doppelhaus, giebelständiger zweigeschossiger Satteldachbau mit Zierfachwerkobergeschoss, massives verputztes Erdgeschoss mit geohrten Rahmungen, zwei Eingänge und zwei Ladeneinbauten, Zunftzeichen der Bäcker und Metzger, bezeichnet 1740 | D-6-76-158-31 | weitere Bilder    |
| Hauptstraße 83 (Standort)       | Ehemaliges Spital, Verwalterbau                        | langgestreckter zweigeschossiger Walmdachbau, Putzfassade mit Sandsteinrahmungen, nach 1808, verändert, vermauerte Wappentafeln, Sandstein, 16./17. Jahrhundert | D-6-76-158-5  | BW                |
| Hauptstraße 83 (Standort)       | Ehemaliges Spital, Pründnerbau                         | zweigeschossiger Walmdachbau mit Putzfassade und Werksteinrahmungen, spätbarock, 18. Jahrhundert, rückwärtiger Anbau mit zwei Spätrenaissance-Portalen, Sandstein, bezeichnet 1612 | D-6-76-158-5  | BW                |
| Hauptstraße 95 (Standort)       | Wohnhaus                                               | giebelständiger zweigeschossiger Satteldachbau mit vorkragendem Zierfachwerkobergeschoss, 18. Jahrhundert Erdgeschoss verändert mit vermauertem Wappenstein, Sandstein, bezeichnet 1528 | D-6-76-158-7  | BW                |
| Hauptstraße 97 (Standort)       | Wohnhaus                                               | giebelständiger zweigeschossiger Krüppelwalmdachbau mit vorkragendem Fachwerkobergeschoss, bezeichnet 1772, Erdgeschoss verändert | D-6-76-158-8  | BW                |
| Hauptstraße 101 (Standort)      | Wohnhaus                                               | giebelständiger zweigeschossiger Satteldachbau mit vorkragendem Zierfachwerkobergeschoss, bezeichnet 1543, massives verputztes Erdgeschoss wohl 1913 | D-6-76-158-9  | weitere Bilder    |
| Hauptstraße 105 (Standort)      | Wohnhaus                                               | giebelständiger zweigeschossiger Krüppelwalmdachbau mit Zierfachwerkobergeschoss, massives Erdgeschoss mit geohrten Sandsteinrahmungen, bezeichnet 1737 | D-6-76-158-10 | weitere Bilder    |
| Hauptstraße 109 (Standort)      | Wohnhaus                                               | schmaler giebelständiger zweigeschossiger Krüppelwalmdachbau in Ecklage, ehemals maskenverzierter Schopfwalm, vorkragendes teilweise verputztes Zierfachwerkobergeschoss, über hohem Kellersockel massives Erdgeschoss mit Sandsteinrahmungen, seitliches Rundbogenportal bezeichnet 1595 | D-6-76-158-11 | weitere Bilder    |
| Hauptstraße 111 (Standort)      | Wohnhaus                                               | giebelständiger dreigeschossiger Satteldachbau mit Zierfachwerkobergeschossen, bezeichnet 1586, Erdgeschoss verändert | D-6-76-158-12 | weitere Bilder    |
| Hauptstraße 114 (Standort)      | Wohnhaus                                               | traufständiger zweigeschossiger Halbwalmdachbau über Kellersockel, verputztes Mauerwerk mit Werksteinrahmungen, Anfang 19. Jahrhundert, etwas jüngerer zweigeschossiger Anbau mit Walmdach und rundbogiger Durchfahrt | D-6-76-158-29 | weitere Bilder    |
| Hauptstraße 115 ()              | Türstein                                               | bezeichnet 1813 nicht nachqualifiziert, im Bayerischen Denkmal-Atlas nicht kartiert | D-6-76-158-13 |                   |
| Hauptstraße 116, 120 (Standort) | Doppelhaus                                             | giebelständiger dreigeschossiger Krüppelwalmdachbau mit verputzten, bzw. verschieferten Fachwerkobergeschossen, massives verputztes Erdgeschoss mit Sandsteinrahmungen und mittiger spitzbogige Durchfahrt, 17. Jahrhundert, seitliche Ladeneinbauten mit Sandsteinrahmungen, 19./20. Jahrhundert | D-6-76-158-28 | weitere Bilder    |
| Hauptstraße 121 (Standort)      | Wohnhaus                                               | traufständiger zweigeschossiger Satteldachbau mit Fachwerkobergeschossen in Ecklage, Vorkragung über dem massiven Erdgeschoss auf Knaggen ruhend, ehemals zwei Häuser, 17./18. Jahrhundert, 1829 durch einheitlichen Erdgeschossausbau zusammengefasst | D-6-76-158-14 | weitere Bilder    |
| Hauptstraße 123 (Standort)      | Wohnhaus                                               | giebelständiger zweigeschossiger Krüppelwalmdachbau mit Zierfachwerkobergeschossen in Ecklage, wohl ehemals mit Schopfwalm über Maskenkonsole, geschnitzte Fenstererker zur Traufseite, massives verputztes Renaissance-Erdgeschoss mit diamantierten Eckquadern und Sandsteinkonsolen unter dem ersten Fachwerkobergeschoss, 16./17. Jahrhundert | D-6-76-158-15 | weitere Bilder    |
| Hauptstraße 125 (Standort)      | Gasthof                                                | traufständiger zweigeschossiger Satteldachbau, Kernbau massiv und verputzter mit geohrten Sandsteinrahmungen, 18. Jahrhundert, Erweiterung und Fachwerkaufstockung, 19. Jahrhundert | D-6-76-158-16 | weitere Bilder    |
| Hauptstraße 127 (Standort)      | Türstein                                               | Zunftzeichen der Barbiere, Sandstein, bezeichnet 1795 | D-6-76-158-17 | BW                |
| Hauptstraße 128 (Standort)      | Wohnhaus                                               | schmaler giebelständiger dreigeschossiger Satteldachbau mit Fachwerkobergeschossen, massives verputztes Erdgeschoss mit geohrten Sandsteinrahmungen, 18. Jahrhundert | D-6-76-158-27 | weitere Bilder    |
| Hauptstraße 130 (Standort)      | Wohnhaus                                               | dreigeschossiger Mansarddachbau mit teilweise freigelegten Zierfachwerkobergeschossen in Ecklage, Bäckerzunftzeichen, massives verputztes Erdgeschoss mit geohrten Sandsteinrahmungen, bezeichnet 1742 | D-6-76-158-26 | weitere Bilder    |
| Hauptstraße 131 (Standort)      | Rathaus                                                | traufständiger zweigeschossiger Satteldachbau mit vorkragendem verputztem Fachwerkobergeschoss, verputztes Erdgeschoss mit profiliertem Spitzbogenportal, bezeichnet 1520, seitlicher polygonaler Treppenturm mit verschiefertem Obergeschoss und Glockenhaube, von zwei Sandsteinsäulen (mit Hochwassermarken) gestützter polygonaler verschieferter Fassadenerker mit zwei Geschossen über die Dachtraufe ragend, offenes Obergeschoss mit Glockenhaube, Turmuhr, bezeichnet 1600, Umbau 1621; mit historischer Ausstattung                                                                   | D-6-76-158-18 | weitere Bilder    |
| Hauptstraße 137 (Standort)      | Wohnhaus                                               | zurückliegender zweigeschossiger Satteldachbau mit Zierfachwerkgiebel, hohes verputztes Erd-/Kellergeschoss und Obergeschoss mit Werksteinrahmungen, und Bäckerzunftzeichen, bezeichnet 1605 | D-6-76-158-19 | weitere Bilder    |
| Hauptstraße 139 (Standort)      | Ehemaliges Benefiziatenhaus                            | stattlicher Bau mit Halbwalmdach, 1777 | D-6-76-158-20 | weitere Bilder    |
| Hauptstraße 148 (Standort)      | Ehemaliges Gasthaus                                    | giebelständiger zweigeschossiger Krüppelwalmdachbau mit verputztem Fachwerkobergeschoss, erste Hälfte 18. Jahrhundert, massive Erdgeschossfassade mit Putzquadergestaltung, 2. Hälfte 19. Jahrhundert | D-6-76-158-25 | BW                |
| Hauptstraße 157 (Standort)      | Wohnhaus                                               | giebelständiger zweigeschossiger Satteldachbau mit Sichtfachwerkobergeschoss, bezeichnet 1724, massives Erdgeschoss modern verändert | D-6-76-158-21 | weitere Bilder    |
| Hauptstraße 159, 161 (Standort) | Wohnhaus                                               | Doppelhaus, giebelständiger zweigeschossiger Satteldachbau mit verputzten Fachwerkobergeschossen, 17./18. Jahrhundert, modern verändert, vermauerter Wappenstein mit Rose, Sandstein, 16. Jahrhundert | D-6-76-158-22 | BW                |
| Henneburg (Standort)            | Burgruine Henneburg                                    | Ehemalige gräfliche Burg, gegründet in der 1. Hälfte des 12. Jahrhunderts, von 1320 bis 1483 Ausbau unter dem Deutschen Orden, 1483–1688 weiterer Ausbau als mainzischer Amtssitz, danach Verfall, seit 1840 Erhaltungsmaßnahmen | D-6-76-158-2  | weitere Bilder    |
| Henneburg (Standort)            | Burgruine Henneburg                                    | älterer östlicher Palas, ursprünglich viergeschossig, im unteren Teil Buckelquadermauerwerk mit Triforiumfenster, romanisch, Mitte 13. Jahrhundert, frühgotische Maßwerkfenster der ehemaligen Kapelle, Mitte 13. Jahrhundert, erweitert im 14. Jahrhundert | D-6-76-158-2  | weitere Bilder    |
| Henneburg (Standort)            | Bergfried                                              | auf quadratischem Grundriss, Buckelquadermauerwerk, 2. Hälfte 13. Jahrhundert | D-6-76-158-2  | weitere Bilder    |
| Henneburg (Standort)            | Schildmauer                                            | mit angebautem neuem westlichem Palas, dreigeschossig mit Buckelquaderkanten und Rundbogenfries unterhalb der ehemaligen Traufe, polygonaler Treppenturm in der Fassadenmitte, 14./15. Jahrhundert | D-6-76-158-2  | weitere Bilder    |
| Henneburg (Standort)            | Wartturm                                               | hoher schmaler Aussichtsturm auf quadratischem Grundriss, Wurferker im oberen Geschoss, 14./15. Jahrhundert | D-6-76-158-2  | weitere Bilder    |
| Henneburg (Standort)            | Burgruine Henneburg                                    | Ring- und Zwingermauern, teils kasemattierte Mauer mit Rund- und Vierecktürmen, Schießscharten, Bogenfriesen und spitzbogigen Toröffnungen, 13./14. Jahrhundert mit Kern des 11./12. Jahrhunderts mit vorgelagertem tiefem Halsgraben | D-6-76-158-2  | weitere Bilder    |
| Nähe Hauptstraße (Standort)     | Kreuzigungsgruppe                                      | Altarsockel mit Relief und freiplastischer Kreuzigungsgruppe mit Maria, Magdalena und Johannes, Sandstein, bezeichnet 1631, renoviert 1861 | D-6-76-158-35 | BW                |
| Nähe Hauptstraße (Standort)     | St. Nepomuk-Statue                                     | geschweifter Inschriftsockel mit Figur des hl. Jahann Nepomuk, Sandstein, bezeichnet 1802 | D-6-76-158-23 | BW                |
| Nähe Hauptstraße (Standort)     | Gefallenendenkmal                                      | massiver Blocksockel mit Namensinschriften und bekrönendem wappenhaltendem Bayerischem Löwen, Sandstein, nach 1918 | D-6-76-158-33 | Gefallenendenkmal |

### Neuenbuch
| Lage                    | Objekt                                       | Beschreibung | Akten-Nr.     | Bild |
| ----------------------- | -------------------------------------------- | --- | ------------- | ---- |
| Kirchenweg 7 (Standort) | Katholische Filialkirche St. Judas Thaddaeus | einschiffige Chorturmkirche mit Satteldach, Turm auf quadratischem Grundriss mit Pyramidendach, offene Vorhalle mit Pultdach, sämtliche Dächer verschiefert, unverputztes Sandsteinmauerwerk, an der Vorhalle figürliches Relief, Heimatstil, bezeichnet 1936; mit Ausstattung | D-6-76-158-34 | BW   |